# Ster van Bessèges 2009
De Ster van Bessèges 2009 (Frans: Étoile de Bessèges 2009) was een wielerwedstrijd, die werd gehouden van 4 februari tot en met 8 februari in Frankrijk, en deel uitmaakte van de UCI Europe Tour 2009. De eindzege ging naar thuisrijder Thomas Voeckler.

## Etappe-overzicht
| etappe | datum      | start                 | finish              | afstand | winnaar            | klassementsleider |
| ------ | ---------- | --------------------- | ------------------- | ------- | ------------------ | ----------------- |
| 1e     | 4 februari | Beaucaire             | Le Grau-du-Roi      | 128 km  | Jimmy Casper       | Jimmy Casper      |
| 2e     | 5 februari | Nîmes                 | Saint-Ambroix       | 149 km  | Jimmy Casper       | Jimmy Casper      |
| 3e     | 6 februari | Branoux-les-Taillades | La Grand-Combe      | 134 km  | Jure Kocjan        | Jure Kocjan       |
| 4e     | 7 februari | Allègre-les-Fumades   | Allègre-les-Fumades | 150 km  | Björn Leukemans    | Thomas Voeckler   |
| 5e     | 8 februari | Gagnières             | Bessèges            | 145 km  | Jean Eudes Demaret | Thomas Voeckler   |

## Etappe-uitslagen

### 1e etappe
| Beaucaire – Le Grau-du-Roi (128 km) |                    |                           |          |
| Plaats                              | Naam               | Ploeg                     | tijd     |
| Winnaar                             | Jimmy Casper       | Chaussures-Sojasun        | 2u52'21" |
| 2                                   | Sébastien Chavanel | Française des Jeux        | z.t.     |
| 3                                   | Klaas Lodewyck     | Topsport Vlaanderen-M.    | z.t.     |
| 4                                   | Denis Flahaut      | Landbouwkrediet - Colnago | z.t.     |
| 5                                   | Romain Feillu      | Agritubel                 | z.t.     |
| 6                                   | Borut Božič        | Vacansoleil               | z.t.     |
| 7                                   | William Bonnet     | Bbox Bouygues Telecom     | z.t.     |
| 8                                   | Stefan van Dijk    | Veranda's Willems         | z.t.     |
| 9                                   | Daniele Colli      | CarmioOro & A-Style       | z.t.     |
| 10                                  | Niko Eeckhout      | An Post-Sean Kelly        | z.t.     |

### 2e etappe
| Nîmes – Saint-Ambroix (149 km) |                    |                           |          |
| Plaats                         | Naam               | Ploeg                     | tijd     |
| Winnaar                        | Jimmy Casper       | Chaussures-Sojasun        | 3u24'47" |
| 2                              | Romain Feillu      | Agritubel                 | z.t.     |
| 3                              | Alexandre Blain    | Cofidis                   | z.t.     |
| 4                              | Anthony Ravard     | Agritubel                 | z.t.     |
| 5                              | Sébastien Hinault  | AG2R-La Mondiale          | z.t.     |
| 6                              | Stefan van Dijk    | Veranda's Willems         | z.t.     |
| 7                              | Sébastien Chavanel | Française des Jeux        | z.t.     |
| 8                              | Greg Van Avermaet  | Silence-Lotto             | z.t.     |
| 9                              | Florian Vachon     | Roubaix-Lille Métropole   | z.t.     |
| 10                             | Frédéric Amorison  | Landbouwkrediet - Colnago | z.t.     |

### 3e etappe
| Branoux-les-Taillades – La Grand-Combe (134 km) |                    |                       |          |
| Plaats                                          | Naam               | Ploeg                 | tijd     |
| Winnaar                                         | Jure Kocjan        | CarmioOro & A-Style   | 1u24'08" |
| 2                                               | Joeri Trofimov     | Bbox Bouygues Telecom | z.t.     |
| 3                                               | Johnny Hoogerland  | Vacansoleil           | op 7"    |
| 4                                               | Matthieu Ladagnous | Française des Jeux    | op 18"   |
| 5                                               | Sébastien Minard   | Cofidis               | z.t.     |
| 6                                               | Pierrick Fédrigo   | Bbox Bouygues Telecom | z.t.     |
| 7                                               | Hubert Dupont      | AG2R-La Mondiale      | z.t.     |
| 8                                               | Jonathan Hivert    | Skil-Shimano          | z.t.     |
| 9                                               | Damien Monier      | Cofidis               | z.t.     |
| 10                                              | Christophe Laurent | Agritubel             | z.t.     |

### 4e etappe
| Allègre-les-Fumades – Allègre-les-Fumades (150 km) |                    |                           |          |
| Plaats                                             | Naam               | Ploeg                     | tijd     |
| Winnaar                                            | Björn Leukemans    | Vacansoleil               | 3u29'59" |
| 2                                                  | Thomas Voeckler    | Bbox Bouygues Telecom     | op 4"    |
| 3                                                  | Sandy Casar        | Française des Jeux        | op 1'33" |
| 4                                                  | Matthieu Ladagnous | Française des Jeux        | z.t.     |
| 5                                                  | Pierrick Fédrigo   | Bbox Bouygues Telecom     | z.t.     |
| 6                                                  | Johnny Hoogerland  | Vacansoleil               | z.t.     |
| 7                                                  | Benoît Vaugrenard  | Française des Jeux        | z.t.     |
| 8                                                  | Florian Vachon     | Roubaix-Lille Métropole   | z.t.     |
| 9                                                  | Sébastien Minard   | Cofidis                   | z.t.     |
| 10                                                 | Frédéric Amorison  | Landbouwkrediet - Colnago | z.t.     |

### 5e etappe
| Gagnières – Bessèges (145 km) |                    |                    |          |
| Plaats                        | Naam               | Ploeg              | tijd     |
| Winnaar                       | Jean Eudes Demaret | Cofidis            | 3u20'12" |
| 2                             | Jimmy Engoulvent   | Chaussures-Sojasun | z.t.     |
| 3                             | Frédéric Guesdon   | Française des Jeux | z.t.     |
| 4                             | Nicolas Vogondy    | Agritubel          | z.t.     |
| 5                             | Lilian Jégou       | Chaussures-Sojasun | z.t.     |
| 6                             | Jef Peeters        | An Post-Sean Kelly | z.t.     |
| 7                             | Jens Mouris        | Vacansoleil        | z.t.     |
| 8                             | Piet Rooijakkers   | Skil-Shimano       | z.t.     |
| 9                             | Romain Feillu      | Agritubel          | op 1'12" |
| 10                            | Mickaël Delage     | Silence-Lotto      | z.t.     |

## Eindklassementen
| Plaats      | Naam               | Ploeg                 | tijd      |
| ----------- | ------------------ | --------------------- | --------- |
| Oranje trui | Thomas Voeckler    | Bbox Bouygues Telecom | 14u32'55" |
| 2           | Jure Kocjan        | CarmioOro & A-Style   | +01'07"   |
| 3           | Joeri Trofimov     | Bbox Bouygues Telecom | +01'08"   |
| 4           | Johnny Hoogerland  | Vacansoleil           | +01'20"   |
| 5           | Sébastien Minard   | Cofidis               | +01'32"   |
| 6           | Jonathan Hivert    | Skil-Shimano          | z.t.      |
| 7           | Björn Leukemans    | Vacansoleil           | +01'34"   |
| 8           | Damien Monier      | Cofidis               | +01'35"   |
| 9           | Matthieu Ladagnous | Française des Jeux    | z.t.      |
| 10          | Pierrick Fédrigo   | Bbox Bouygues Telecom | z.t.      |

| Plaats      | Naam         | Ploeg      | Punten |
| ----------- | ------------ | ---------- | ------ |
| Groene trui | Jimmy Casper | BC-Sojasun |        |
| 2           |              |            |        |
| 3           |              |            |        |

| Plaats      | Naam       | Ploeg     | Punten |
| ----------- | ---------- | --------- | ------ |
| Blauwe trui | Rémi Cusin | Agritubel |        |
| 2           |            |           |        |
| 3           |            |           |        |

| Plaats     | Naam          | Ploeg        | Tijd      |
| ---------- | ------------- | ------------ | --------- |
| Witte trui | Simon Geschke | Skil-Shimano | 14u14'10" |
| 2          |               |              |           |
| 3          |               |              |           |

1971 · 1972 · 1973 · 1974 · 1975 · 1976 · 1977 · 1978 · 1979 · 1980 · 1981 · 1982 · 1983 · 1984 · 1985 · 1986 · 1987 · 1988 · 1989 · 1990 · 1991 · 1992 · 1993 · 1994 · 1995 · 1996 · 1997 · 1998 · 1999 · 2000 · 2001 · 2002 · 2003 · 2004 · 2005 · 2006 · 2007 · 2008 · 2009 · 2010 · 2011 · 2012 · 2013 · 2014 · 2015 · 2016 · 2017 · 2018 · 2019 · 2020 · 2021 · 2022 · 2023 · 2024 · 2025